# Kostel svatého Václava (Činěves)
Kostel svatého Václava stojí nedaleko fary v obci Činěves v okrese Nymburk. Barokní areál vznikl roku 1732 pod taktovkou architekta Tomáše Haffeneckera a dokončen byl Kiliánem Ignácem Dientzenhoferem. Od 3. května 1958 je kostel společně s márnicí a ohradní zdí kulturní památkou.

## Historie
V Činěvsi se před současným barokním kostelem nacházel kostel gotický, nacházevší se v těsné blízkosti současního svatostánku. Zbořen byl roku 1744. Stavbou nového kostela byl pověřen Tomáš Haffenecker, pracující přímo na zakázce císařského dvora. Se stavbou se započalo roku 1730, avšak během prvního léta Haffenecker zemřel a kostel byl dokončen až dva roky po jeho smrti. K dokončení stavby byl povolán Kilián Ignác Dientzenhofer a hofmistr Johann Heinrich Dienebier. Kamenické práce zhotovil kameník Sýkora z Jičína. V 80. letech 19. století bylo novorománsky upraveno západní průčelí s věží a navíc bylo vyzdobeno sgrafity dle návrhu Antonína Bauma. Ta byla na fasádě patrná ještě koncem 20. století.
Ve 2. polovině 20. století byl kostel podřízen přímo místní činěveské farnosti; dnes spadá pod Římskokatolická farnost Městec Králové.

## Popis
Činěveský kostel je svým typem jednodušší jednolodní stavbou s konkávně vyžlabenými kouty. Vstup je řešen skrze přízemí hranolové věže, v němž se nachází předsíň, kam byl roku 2009 umístěn náhrobek Doroty Křinecké, majitelky panství v 16. století, jenž pochází ze hřbitova původního kostela. Fasáda je hladká a nečleněná. Loď, jejíž stěny jsou členěny plány v lesenových rámech, je sklenuta zrcadlovou klenbou. Střed stěny je akcentován edikulou a dosedá na něj kladí. Prostor presbytáře je klenut českou plackou. Okenní záklenky jsou půlkruhové, vsazené do půlkruhových šambrán, s konkávně skrojenými rohy při
překladu a zakončené osovým kónickým klenákem.
V interiéru se nachází oltář patrně z kosmonoské dílny Josefa Jiřího Jelínka s obrazem svatého Václava od Františka Antonína Müllera. Autorem bočních oltářů, zhotovených roku 1894, je Josef Mathauser. Dále je z mobiliáře dochována cínová křtitelnice z roku 1722 a renesanční pastoforium ze 16. století, pocházející z kostela Všech svatých na Hradčanech.
Do ohradní zdi kostela jsou vestavěny čtyři výklenkové kaple, z nichž dvě jsou prázdné a do ostatních dvou byly umístěny fragmenty ze zrušených náhrobků. Na pilířích hřbitovní brány spočívá dvojice soch andělů ze sklonku 19. století. Levý v rukou dřímá houbu s octem, pravý drží na prsou trnovou korunu. Dále ke kostelu náleží márnice na čtvercovém půdorysu se stanovou střechou s bobrovkami, vystavěná z opuky a vsazená do západní zdi. Její fasáda je členěna pilastry a podstřešní římsou, na východní straně s moderním oknem.